# Orimarga spiloptera
Orimarga spiloptera là một loài ruồi trong họ Limoniidae. Chúng phân bố ở miền Australasia.